# Прапор Мальти
Пра́пор Ма́льти в його сучасній формі затверджений у 1964 році. Його полотнище складається з двох частин: білої — біля держака і червоної — у вільній частині. На білому полі у верхньому кутку полотнища біля держака зображений облямований червоним знак англійського Хреста Георга, яким острів був нагороджений у 1943 році за хоробрість жителів, проявлену під час другої світової війни. Відношення довжини прапора до його ширини дорівнює 3:2.

## Колишні прапори Мальти
| c.1814-1875 |
| c.1814-1875 |

| 1875–1898 |
| 1875–1898 |

| 1898–1923 |
| 1898–1923 |

| 1923–1943 |
| 1923–1943 |

| 1943-1964 |
| 1943-1964 |

| 1943-1964 (не затверджений) |
| 1943-1964 (не затверджений) |

| 1964– |
| 1964– |